# Male
Male é o quinto álbum de estúdio da cantora australiana Natalie Imbruglia, lançado em 2015. 
Composto exclusivamente de covers de artistas masculinos, o álbum inclui versões para canções de Damien Rice, Cat Stevens, Pete Townsend e Zac Brown Band.

## Gravação
Em dezembro de 2013, Natalie revelou pelas redes sociais que estava a preparar um álbum de covers, produzido por Christian Medice e Billy Mann. Em julho do ano seguinte, a cantora assinou um contrato com a Sony Masterworks nos Estados Unidos para o lançamento do álbum, previsto inicialmente para meados de 2015.
Em entrevista ao canal de notícias Euronews, Natalie afirmou que neste projeto quis fazer “algo muito harmonioso, uma produção muito clássica, sem sons eletrónicos e muito ancorado na parte vocal”.

## Lançamento
Em 11 de março de 2015, a cantora confirmou o lançamento do disco para julho do mesmo ano. O clipe do primeiro single "Instant Crush", um cover do duo francês Daft Punk, foi gravado dia 10 de março em Londres, na Inglaterra. A música foi lançada dois dias depois nas rádios britânicas.
Em 24 de julho, o álbum foi disponibilizado para download digital nos Estados Unidos, sendo o primeiro lançamento da cantora no país desde 2002. Posteriormente, seguiu-se o lançamento comercial em todo o mundo.
| País ou Região            | Data de lançamento     | Gravadora        | Formato               | Catálogo   |
| ------------------------- | ---------------------- | ---------------- | --------------------- | ---------- |
| Estados Unidos            | 24 de julho de 2015    | Sony Masterworks | Download digital      | B00USW5SQQ |
| Estados Unidos            | 24 de julho de 2015    | Sony Masterworks | Download digital      | 977282806  |
| Estados Unidos            | 28 de julho de 2015    | Sony Masterworks | CD                    | B00UYM8FEM |
| Canadá e América Latina   | 28 de julho de 2015    | Sony Masterworks | CD e Download digital | 977282806  |
| Europa                    | 21 de agosto de 2015   | Sony Music       | CD e Download digital | 977282806  |
| Austrália e Nova Zelândia | 11 de setembro de 2015 | Sony Music       | Download digital      | 977282806  |

## Recepção pela crítica
| Críticas profissionais | Críticas profissionais |
| Avaliações da crítica  | Avaliações da crítica  |
| Fonte                  | Avaliação              |
| ---------------------- | ---------------------- |
| AllMusic link          | 3.5 de 5 estrelas.     |
| Rolling Stone link     | 3 de 5 estrelas.       |
| The Guardian link      | 3 de 5 estrelas.       |
| Billboard link         | 3 de 5 estrelas.       |

O álbum recebeu, no geral, críticas positivas da imprensa internacional especializada.
Stephen Thomas Erlewine, do site AllMusic Guide, afirmou que "Natalie entrega um conceito interessante em seu retorno à música", tendo sido sempre "uma cantora doce, agradável e Male contribui com estes pontos fortes".

## Faixas
1. “Instant Crush” (Daft Punk)
2. “Cannonball” (Damian Rice)
3. “The Summer” (Josh Pike)
4. “I’ll Follow You Into The Dark” (Death Cab For Cutie)
5. “Goodbye in His Eyes” (Zac Brown Band)
6. “Friday I'm in Love” (The Cure)
7. “Naked as We Came” (Iron & Wine)
8. “Let My Love Open the Door” (Pete Townshend)
9. “Only Love Can Break Your Heart” (Neil Young)
10. “I Melt With You” (Modern English)
11. “The Waiting” (Tom Petty)
12. “The Wind” (Cat Stevens)

## Paradas musicais
O álbum teve melhor seu desempenho comercial na Austrália e no Reino Unido, onde atingiu o Top 20 das paradas.
| Parada semanal (2015)                 | Posição |
| ------------------------------------- | ------- |
| Austrália (ARIA)                      | 25      |
| Austrália (ARIA Australian Albums)    | 7       |
| Bélgica (Ultratop Valônia)            | 139     |
| Alemanha (Offizielle Deutsche Charts) | 97      |
| Escócia (Official Scottish Albums)    | 23      |
| Suíça (Schweizer Hitparade)           | 50      |
| Reino Unido (Official Albums Chart)   | 20      |